# Politique à Anguilla
Le système politique d'Anguilla est un système d'autogouvernance au sein de la couronne britannique. L'île dispose d'une grande autonomie dans la plupart des domaines, ce qui la rend proche d'un État indépendant, mis à part dans le domaine militaire. Les citoyens disposent également d'une nationalité distincte de la nationalité britannique de droit commun, la citoyenneté des territoires britanniques d'outre-mer (en anglais : British Overseas Territories citizenship).
Le système de gouvernement est un système parlementaire représentatif multi-partis où le pouvoir exécutif est exercé par le gouvernement et où le pouvoir législatif est partagé entre le gouvernement et le Parlement. À l'instar des autres possessions britanniques des Caraïbes, le pouvoir judiciaire est soumis à l'autorité de la Cour suprême de la Caraïbe orientale. Les institutions sont régies par le Anguilla Constitutional Order du 1er avril 1982, amendé en 1990.
Le territoire fait partie de la liste des territoires non autonomes dressée par l'ONU.

## Pouvoir exécutif
| Fonction          | Nom                               | Depuis le         |
| ----------------- | --------------------------------- | ----------------- |
| Roi               | Charles III                       | 8 septembre 2022  |
| Gouverneure       | Julia Crouch                      | 11 septembre 2023 |
| Première ministre | Cora Richardson-Hodge (Front uni) | 27 février 20225  |

Le chef de l'État est le monarque du Royaume-Uni, actuellement Charles III. Il est représenté dans l'île par un gouverneur.
Le chef du gouvernement, également appelé Premier ministre (« ministre en chef » jusqu'en 2019), est désigné par le gouverneur parmi les membres du Parlement.

## Pouvoir législatif
Le pouvoir législatif est exercé par un parlement monocaméral, l'Assemblée (House of Assembly), composé de 11 membres, dont 7 sont élus, 2 sont des membres de droit et les 2 derniers sont nommés par l'exécutif. La durée des mandats est de 5 ans.

## Pouvoir judiciaire
La plus haute instance judiciaire est la Haute-Cour dont les juges sont désignés par la Cour suprême de la Caraïbe orientale.

## Sources
- CIA World factbook
- (en) The government of Anguilla